# Carl Brosbøll
Johan Carl Christian Brosbøll (pseudonym Carit Etlar), född 7 augusti 1816 i Fredericia, död 9 maj 1900 i Gentofte, var en dansk författare, son till tobaksfabrikanten, köpmannen samt brandinspektören Jørgen Christian Brosbøll och Ursula Margrethe, född Bache.
Brosbøll gifte sig 1851 med Hansine Erasmine Thorbjörnsen; men senare blev det skilsmässa. 1888 i Innsbruck gifte han sig med Olga Augusta Schultz, dotter till löjtnanten och jägmästaren Jens Frode Schultz.

## Biografi
Brosbøll var bestämd för handelsvägen, men begav sig 1832 till Köpenhamn och sökte på konstakademin utbilda sig till målare. Senare slog han sig på litteraturen och tog 1844 studentexamen samt vann 1846 universitetets guldmedalj för en estetisk avhandling. Han var anställd vid Det Kongelige Bibliotek 1853–1885, men levde sedan endast av sitt författarskap.
Han var känd under pseudonymen "Carit Etlar". Denna är bildad efter det namn (Karl Emtaris, Karl berättare), som han hade fått av jylländska tattare. Under sina många färder runt om i Jylland var han nämligen gärna tillsammans med dessa samhällets styvbarn och gjorde, liksom Blicher, dem till personer i sina berättelser.
Carit Etlars romaner är huvudsakligen historiska berättelser med krig och konflikter som bakgrund. Han blev ofta sedd som en ren underhållningsförfattare, men man finner faktiskt inte så lite politisk och social kritik i flera av hans romaner, där överklassens arrogans ställs mot småfolkets nationalistiska hållning och tapperhet, liksom han ofta undgår banala happy endings.
Han var påverkad både av den franska spänningsromanen (Alexandre Dumas d.ä. och d.y.) och av den danska hembygdsskildringen hos Blicher. Han är ihågkommen särskilt för Göingehövdingen och Dronningens Vagtmester, där de svenska soldaterna i ljuset av ett visst nordiskt stöd till Danmark i Treårskrigen skildras som ädla krigare, medan svenskarnas tyska legotrupper i ljuset av samma krig beskrivs som brutala, usla och nedriga.
Om Carit Etlars stora popularitet vittnar talrika utgåvor och översättningar till främmande språk. Vid Brosbølls sjuttiofemårsfest (1891) insamlades, särskilt bland ungdomen, en betydande folkgåva till den originelle folkförfattaren. 1903 avtäcktes i Gjentofte ett minnesmärke med hans byst av Vilhelm Bissen.